# Gaspare Bertoni
Gaspare Luigi Bertoni (9. října 1777, Verona – 12. června 1853, tamtéž) byl italský římskokatolický kněz a řeholník, zakladatel a člen Kongregace posvátných stigmat našeho Pána Ježíše Krista. Katolická církev jej uctívá jako světce.

## Život
Narodil se ve Veroně dne 9. října 1777 rodičům Francescovi Bertonimu, který byl právníkem, a Brunoře Ravelli. Jeho sestra zemřela v dětském věku. Počáteční vzdělání získal od svých rodičů. Později studoval u jezuitů ve svém rodném městě.
Svá kněžská studia zahájil v roce 1796. 1. června téhož roku však francouzské jednotky zahájily dvouletou okupaci severoitalských měst, což vedlo k rozdělení Verony na dvě části. Během invaze se připojil k bratrstvu, organizujícímu pomoc raněným, vysídleným nebo jinak postiženým vojenským konfliktem. Po ukončení okupace dokončil seminář a dne 20. září 1800 byl vysvěcen na kněze pro diecézi Verona.
Poté sloužil jako kaplan kongregace Dcer lásky, založené sv. Maddalenou z Canossy, a zároveň jako duchovní vůdce místního semináře. Byl jedním z hlavních podporovatelů a organizátorů modliteb za papeže Pia VII., který byl v té době uvězněn Napoleonem Bonapartem. Mezi jeho pastorační aktivity patřilo zřizování mariánských oratoří, organizování pobožností k pěti Kristovým ranám a zakládání škol pro chudé. Dne 4. listopadu 1816 založil Kongregaci posvátných stigmat našeho Pána Ježíše Krista.

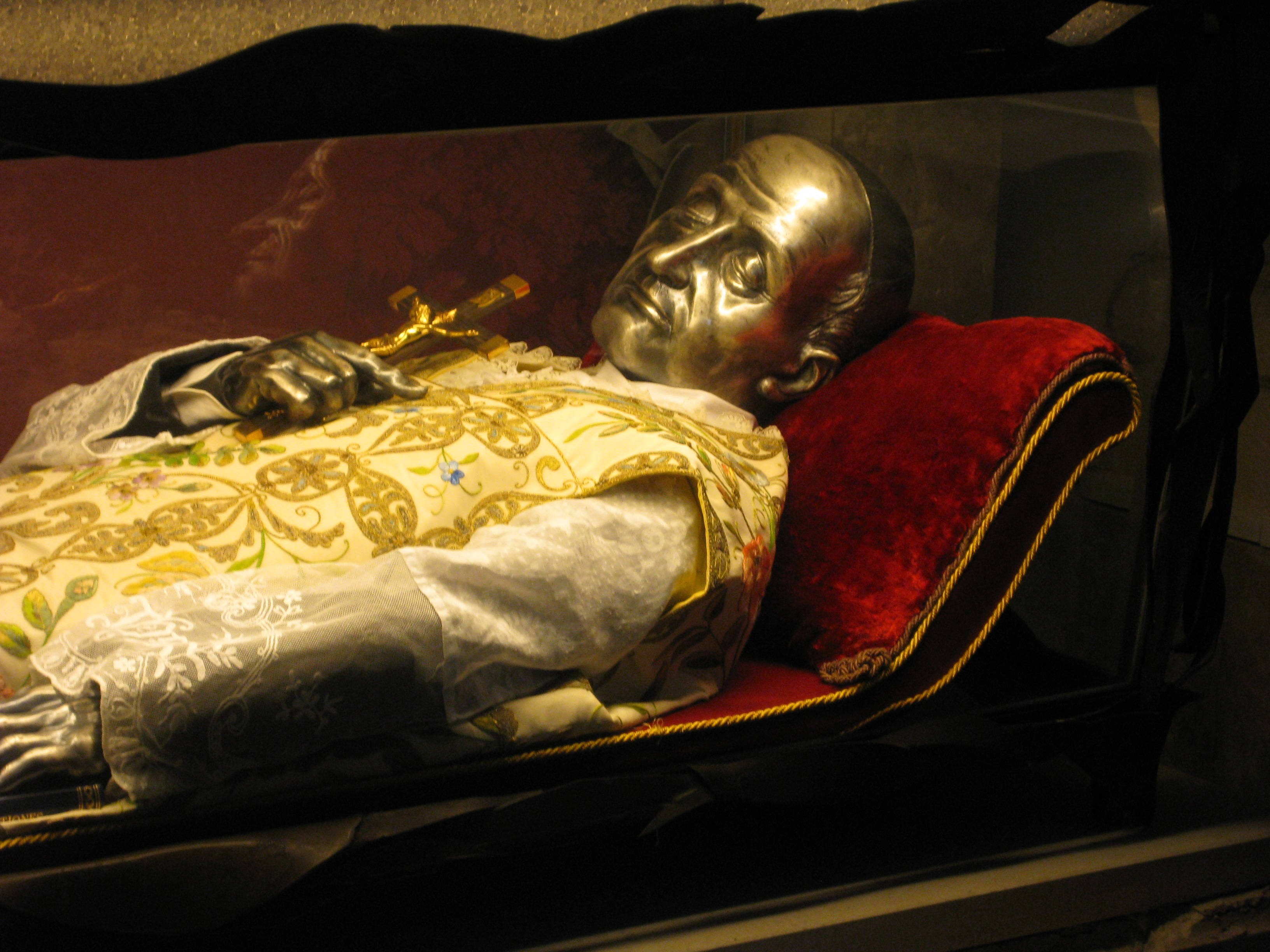
Jeho hrobka v kostele sv. Stigmat ve Veroně

V posledních dvou desetiletích jeho života jej sužovaly zdravotní problémy, včetně přetrvávající infekce v pravé noze. Na postižené noze bylo provedeno přes 300 operací ve snaze infekci zastavit, pročež musel mnoho času strávit v nemocnici. Zemřel dne 12. června 1853 ve Veroně, kde jsou jeho ostatky uchovávány v průhledném sarkofágu v kostele sv. Stigmat ve Veroně.

## Úcta
Jeho beatifikační proces započal dne 2. března 1906, čímž obdržel titul služebník Boží. Dne 15. prosince 1966 jej papež sv. Pavel VI. podepsáním dekretu o jeho hrdinských ctnostech prohlásil za ctihodného. Dne 3. října 1975 byl uznán první zázrak na jeho přímluvu, potřebný pro jeho blahořečení.
Blahořečen pak byl dne 1. listopadu 1975 papežem sv. Pavlem VI. Dne 11. února 1989 byl uznán druhý zázrak na jeho přímluvu, potřebný pro jeho svatořečení. Svatořečen pak byl dne 1. listopadu 1989 v bazilice sv. Petra papežem sv. Janem Pavlem II.
Jeho památka je připomínána 12. června. Bývá zobrazován v kněžském oděvu. Je patronem jím založené kongregace.